# یک سؤال از ورزش (بازی ویدئویی)
«یک سؤال از ورزش» (انگلیسی: A Question of Sport) یک بازی ویدئویی در سبک بازی ورزشی
trivia است که توسط Superior Software و در سال ۱۹۸۸ و در پلت‌فرم‌های اسپکتروم و آمستراد سی‌پی‌سی منتشر شده‌است.